# Галл, Джозеф
Джозеф Галл (Joseph (Joe) Grafton Gall; 14 апреля 1928, Вашингтон — 12 сентября 2024, Балтимор, Мэриленд) — американский клеточный биолог, видный цитогенетик. Доктор философии (1952), профессор, член НАН США (1972) и Американского философского общества (1989). С 1983 года сотрудник Института Карнеги. Перед чем профессор Йеля и (до 1964 г.) Университета Миннесоты. Называется основателем современной цитологии. В 1969 году разработал метод in situ hybridization.
Окончил Йель (бакалавр зоологии, 1949) и там же получил степень доктора философии. Преподавал в Университете Миннесоты (в 1952—1964 годах зоологию, стал профессором зоологии) и Йеле, в последнем в 1964-1983 годах являлся профессором, в частности именным (Ross Granville Harrison Professor) биологии. С 1983 года сотрудник отдела эмбриологии Института Карнеги в Вашингтоне и с 1984 года профессор Американского онкологического общества. Член Американской академии искусств и наук (1968). Подготовил многих учеников, среди которых и женщин.
Умер у себя дома в Балтиморе от сердечной недостаточности 12 сентября 2024 года в возрасте 96 лет.

### Награды и отличия
- Медаль Уилсона (1983)
- Wilbur Cross Medal[англ.] (1988)
- American Association for the Advancement of Science Mentor Award for Lifetime Achievement (1996)
- Society for Developmental Biology[англ.] Lifetime Achievement Award (2004)
- Специальная премия Ласкера-Кошланда за достижения в области медицинской науки (2006)
- Премия Луизы Гросс Хорвиц (2007)
- Keith R. Porter Lecture[англ.] (2008)